# 구글 미트

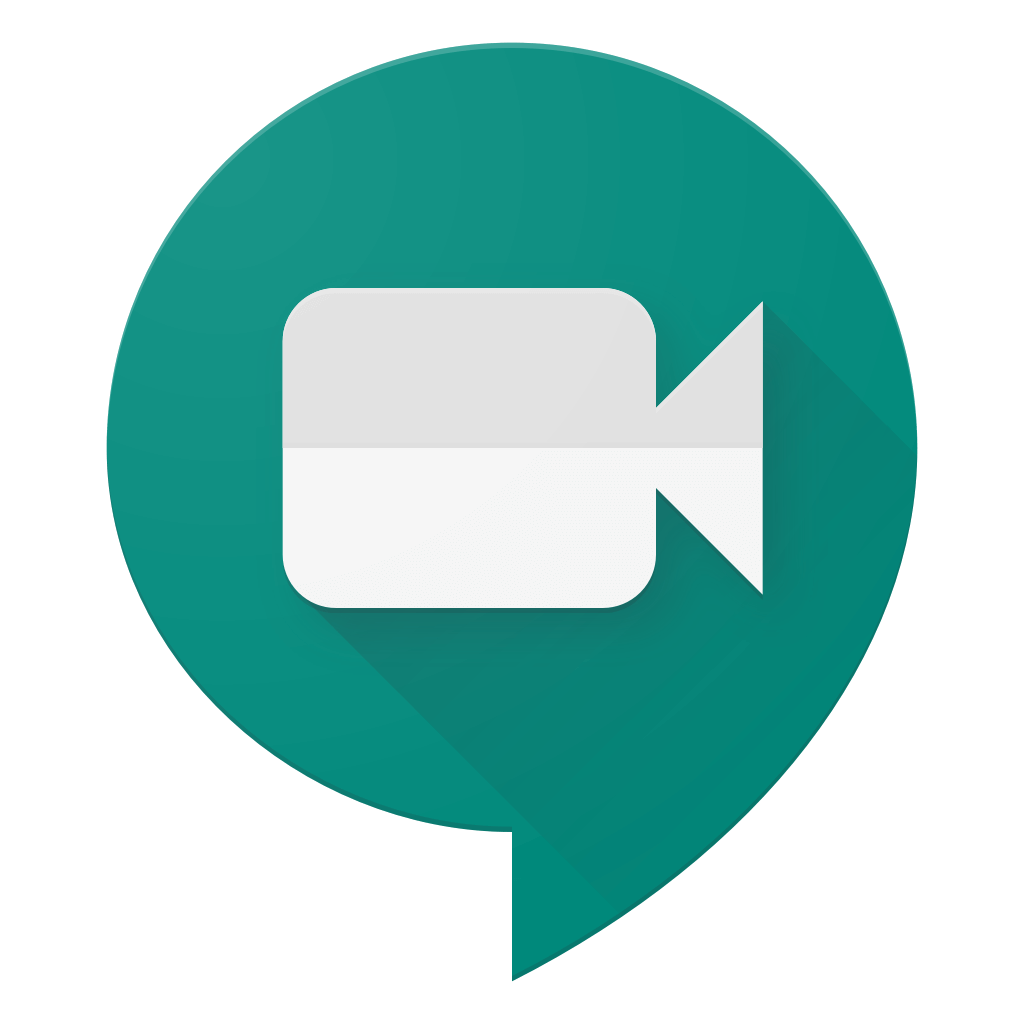
2017년 3월부터 2020년 10월까지 사용된 구글 미트의 로고

구글 미트(Google Meet, 이전 명칭: Hangouts Meet)는 구글에서 개발한 화상 통화 서비스이다. 구글 행아웃을 대체하는 두 가지 앱 중에 하나이며, 다른 하나는 구글 챗(Google Chat)이다. 구글은 2019년 10월에 구글 행아웃의 서비스의 중단을 계획하였다.

## 역사
2017년 2월에 초대 전용으로 조용히 iOS 앱이 출시된 후, 같은해 3월에 공식적으로 출시되었다. 구글 미트 서비스는 최대 30명이 참가할 수 있는 회상 회의 앱으로서 출시되었다. 웹 앱, 안드로이드 앱, iOS 앱으로 출시되었으며, G 스위트 사용자를 위한 기능은 다음과 같다.
- G 스위트 베이직 사용자의 경우 통화당 최대 100명의 구성원, G 스위트 비지니스 사용자의 경우 최대 150명, G 스위트 엔터프라이즈 사용자의 경우 최대 250명[10]
- 웹에서 또는 안드로이드, iOS 앱을 통해 회의에 참여하는 기능
- 전화 접속 번호로 회의에 전화하는 기능
- G 스위트 엔터프라이즈 버전 사용자를 위한 비밀번호로 보호된 전화 접속 번호
- 원 클릭 회의 통화를 위해 구글 캘린더와 통합
- 문서 또는 스프레드시트, 프레젠테이션을 표시하기 위한 화면 공유
- 모든 사용자 간의 암호화된 통화[11]
- 음성 인식 기반 실시간 자막
- 무료 사용자에게는 몇 가지 제한 사항이 추가된다.
  - 회의(2021년 4월 이후)는 60분으로 제한된다.[12]
  - 모든 참가자는 구글 계정이 있어야 한다.

### 무료 액세스
2020년 3월에 구글은 구글의 개인 계정이 서비스에 접근할 수 있게 허용하였을 뿐만 아니라 2020년 9월까지 미트의 고급 기능을 G 스위트나 G 스위트 포 에듀케이션(G Suite for Education)을 사용하는 모든 사용자에게 제공하기 시작하였다. 고급 기능에 대한 접근이 2021년 3월까지로 연장되었다.

## 하드웨어
2020년 5월, 에이수스는 구글 미트와 함께 사용할 수 있도록 설계된 화상 회의 하드웨어를 공개하였다.
2020년 9월 15일, 구글은 레노버와 제휴하여 엣지 TPU를 갖춘 밋 컴퓨팅 시스템, 스마트 카메라, 소음 감소 기능을 갖춘 스마트 오디오 바, 구글 어시스턴트를 지원하는 원격 제어 또는 터치스크린 선택권을 포함하는 밋 시리즈 원(Meet Series One)을 공개했다.

## 같이 보기
- 줌 비디오 커뮤니케이션